# Natalino Pescarolo
Natalino Pescarolo (* 26. März 1929 in Palestro; † 4. Januar 2015 in Cuneo) war Bischof von Cuneo und Fossano.

## Leben
Natalino Pescarolo studierte Philosophie und Katholische Theologie am Priesterseminar von Vercelli. Am 29. Juni 1952 empfing er die Priesterweihe. Zunächst war er im pastoralen Dienst tätig und zuletzt Propst von Robbio Lomellina.
Papst Johannes Paul II. ernannte ihn am 7. April 1990 zum Weihbischof in Cuneo und Titularbischof von Alexanum. Der Erzbischof von Vercelli, Albino Mensa, spendete ihm am 5. Mai desselben Jahres die Bischofsweihe; Mitkonsekratoren waren Carlo Aliprandi, Bischof von Cuneo, Severino Poletto, Bischof von Asti, und Luigi Bettazzi, Bischof von Ivrea.
Natalino Pescarolo war Apostolischer Administrator der Diözese Fossano und wurde am 4. Mai 1992 durch Papst Johannes Paul II. zum Bischof von Fossano ernannt. Am 1. Februar 1999 ernannte ihn Papst Johannes Paul II. zusätzlich zum Bischof von Cuneo.
Am 24. August 2005 nahm Papst Benedikt XVI. seinen altersbedingten Rücktritt an. Pescarolo starb am 4. Januar 2015 im Hospital Santa Croce in Cuneo.